# The Beechcraft Bonanza + Frutti Di Bosco
The Beechcraft Bonanza + Frutti Di Bosco är en 10"-EP av The Accidents, utgiven 2009 på Nicotine Records.

## Låtlista
1. "High Powered Rifle"
2. "Insomnia"
3. "L.O.C.(I.O.M.G.I.A.)"
4. "You Belong to Me"
5. "Midnight in Bhopal"
6. "Left for Dead"

### Fotnoter
1. ↑  ”The Beechcraft Bonanza + Frutti Di Bosco”. Discogs.com. http://www.discogs.com/Accidents-The-Beechcraft-Bonanza-Frutti-Di-Bosco/release/3324266. Läst 1 april 2012.